# Backless
Backless je šesté sólové studiové album anglického hudebníka Erica Claptona. Vydalo jej v listopadu roku 1978 hudební vydavatelství Polydor Records. Jeho producentem byl Glyn Johns a nahráno bylo během roku 1978. V hitparádě Billboard 200 se album umístilo na osmé příčce. Stejně jako u předchozích Claptonových alb i toto obsahuje převážně coververze; nachází se zde písně od Boba Dylana či JJ Calea.

## Seznam skladeb
| Pořadí | Název                          | Autor                       | Délka |
| ------ | ------------------------------ | --------------------------- | ----- |
| 1.     | Walk Out in the Rain           | Bob Dylan, Helena Springs   | 4:16  |
| 2.     | Watch Out for Lucy             | Eric Clapton                | 3:26  |
| 3.     | I'll Make Love to You Anytime  | JJ Cale                     | 3:23  |
| 4.     | Roll It                        | Clapton, Marcy Levy         | 3:42  |
| 5.     | Tell Me That You Love Me       | Clapton                     | 3:31  |
| 6.     | If I Don't Be There by Morning | Dylan, Springs              | 4:38  |
| 7.     | Early in the Morning           | tradicionál                 | 7:58  |
| 8.     | Promises                       | Richard Feldman, Roger Linn | 3:04  |
| 9.     | Golden Ring                    | Clapton                     | 3:32  |
| 10.    | Tulsa Time                     | Danny Flowers               | 3:28  |

## Obsazení
- Eric Clapton – kytara, zpěv
- Dick Sims – klávesy
- Marcy Levy – zpěv
- George Terry – kytara
- Carl Radle – baskytara, zpěv
- Jamie Oldaker – bicí, perkuse, zpěv
- Benny Gallagher – doprovodné vokály
- Graham Lyle – doprovodné vokály